# 성수침 필적
성수침 필적 (成守琛 筆蹟)은 대전광역시 유성구 노은동길 100, 대전선사박물관에 있는 조선시대의 서첩이다. 2010년 1월 4일 대한민국의 보물 제1623호로 지정되었다.
- 소유자(관리자)：대전광역시(대전선사박물관)
- 수 량：1첩
- 규격(세로×가로)：帖大 38.0×25.2(cm), 書面 32.5×20.1(cm)
- 재 질：종이에 먹〔紙本墨書〕
- 판종/형식：필사본/첩장(帖裝)
- 연대：16세기
- 현소재지：대전광역시 유성구 노은동길 100번지

## 지정 사유
표지에 '청송서(聽松書)'라고 쓰여진 이 서첩은 16세기 학자 청송(聽松) 성수침(成守琛, 1493~1564)이 당나라 가도(賈島), 두목(杜牧), 이상은(李商隱)과 송나라 구양수(歐陽脩)의 칠언시를 쓴 것이다. 종이 바탕을 줄[行]에 따라 잘라 첩장하였다. 송명흠(宋明欽, 1705~1768) 후손의 기증품으로 송명흠의 아버지 송요좌(宋堯佐, 1678~1723)의 [청은당(淸隱堂)]이란 인영(印影)이 있다. 성수침은 이황과 함께 16세기를 대표하는 도학자 명필로 필적은 드문 편이다.
현재 그의 소자(小字)는 몇몇 전하고 있는 상황이고 대자(大字)는 목판밖에 전하지 않는다. 이처럼 큰 글자로 쓴 작품이 현존하는 것은 매우 드문 예이며 담묵(淡墨)을 즐겼던 그의 특징이 또한 잘 나타나 있다. 서예사적으로 매우 가치가 높은 것으로 평가된다.

## 같이 보기
- 성수침

## 참고 자료
- 성수침 필적 (成守琛 筆蹟) - 국가유산청 국가유산포털
- 문화재청고시 제2009-129호, 대한민국 관보 제17166호, 94쪽, 2010-01-04